# Ciortoria, Cozmeni
Ciortoria (în ucraineană Чортория, transliterat: Ciortorîia și în germană Czartoria) este un sat în raionul Cozmeni din regiunea Cernăuți (Ucraina), depinzând administrativ de comuna Berbești. Are 685 locuitori, preponderent ucraineni.
Satul este situat la o altitudine de 204 metri, pe malul râului Ceremuș, în partea de sud-vest a raionului Cozmeni.

## Istorie
Localitatea Ciortoria a făcut parte încă de la înființare din regiunea istorică Bucovina a Principatului Moldovei. Prima atestare documentară a localității datează din 2 noiembrie 1464.
După anexarea Bucovinei de către Imperiul Habsburgic în anul 1775, localitatea Ciortoria a făcut parte din Ducatul Bucovinei, guvernat de către austrieci, făcând parte din districtul Stăneștii de Jos (în germană Unterstanestie). Din 1886, funcționa la Ciortoria o școală cu 2 clase.
După Unirea Bucovinei cu România la 28 noiembrie 1918, satul Ciortoria a făcut parte din componența României, în Plasa Ceremușului a județului Storojineț. Pe atunci, majoritatea populației era formată din ucraineni.
Ca urmare a Pactului Ribbentrop-Molotov (1939), Bucovina de Nord a fost anexată de către URSS la 28 iunie 1940, reintrând în componența României în perioada 1941-1944. Apoi, Bucovina de Nord a fost reocupată de către URSS în anul 1944 și integrată în componența RSS Ucrainene. 
Începând din anul 1991, satul Ciortoria face parte din raionul Cozmeni al regiunii Cernăuți din cadrul Ucrainei independente. Conform recensământului din 1989, numărul locuitorilor care s-au declarat români plus moldoveni era de 1 (0+1), reprezentând 0,16% din populație . În prezent, satul are 685 locuitori, preponderent ucraineni.

## Demografie
Componența lingvistică a localității Ciortoria
     Ucraineană (97,66%)
     Rusă (1,61%)
     Alte limbi (0,73%)
Conform recensământului din 2001, majoritatea populației localității Ciortoria era vorbitoare de ucraineană (97,66%), existând în minoritate și vorbitori de rusă (1,61%).
1989: 623 (recensământ)
2007: 685 (estimare)

## Obiective turistice

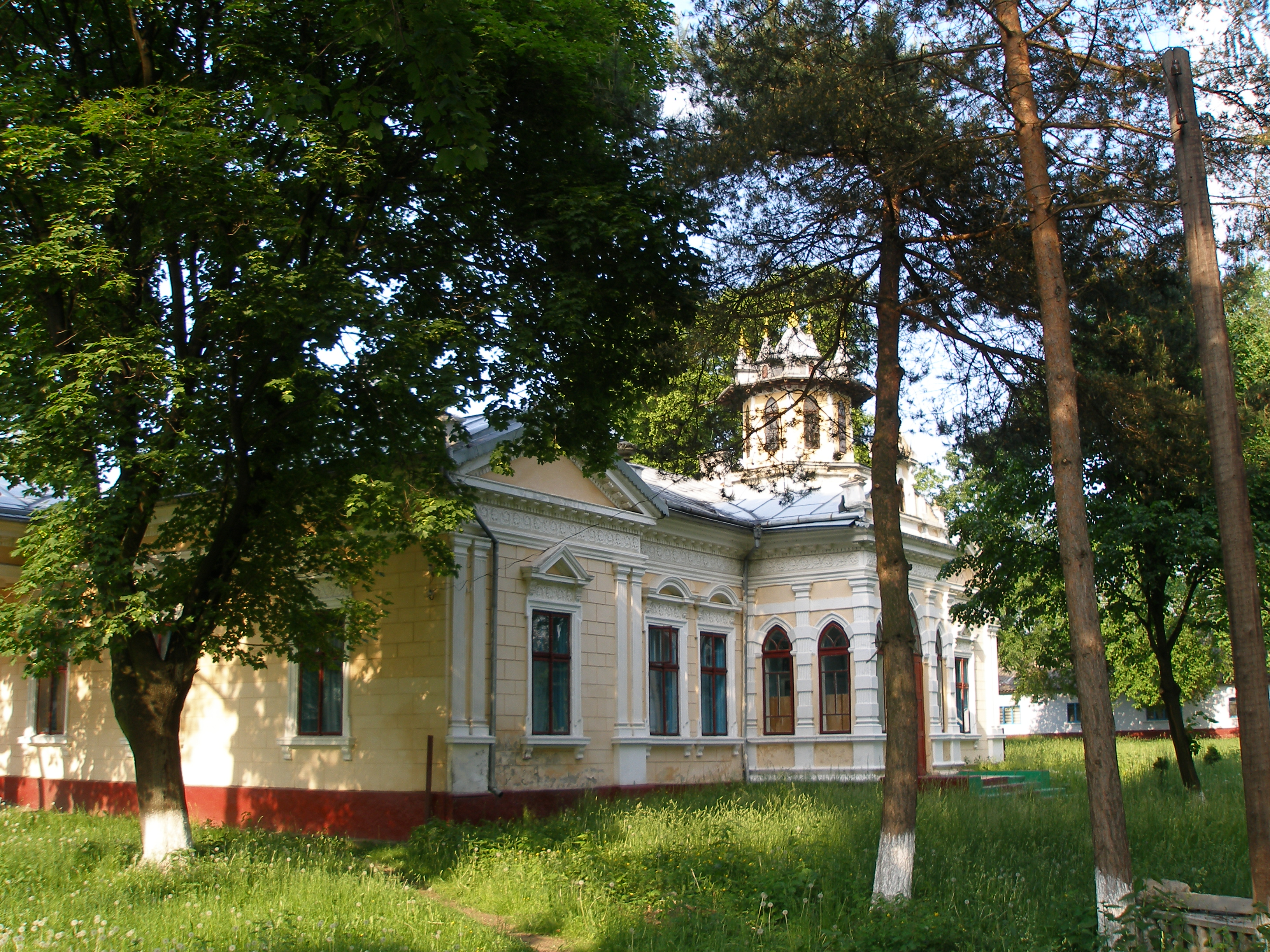
Palatul Mănescu

- Parcul din Ciortoria
- Palatul Mănescu [5]

## Personalități
- Ivan Mîkolaiciuk (1941-1987) - actor, producător și scenarist sovietic